# Fruit Heights
Fruit Heights je město v okresu Davis County ve státě Utah ve Spojených státech amerických. K roku 2000 zde žilo 4 701 obyvatel. S celkovou rozlohou 5,7 km² byla hustota zalidnění 823,8 obyvatel na km².